# FreeMat
FreeMat è un sistema di analisi numerica computazionale open source, multipiattaforma, compatibile con MATLAB e GNU Octave. Supporta molti comandi di Matlab e alcuni di IDL, e in più offre una interfaccia nativa a programmi scritti in C, C++ e Fortran. Supporta lo sviluppo di algoritmi paralleli attraverso MPI e può disegnare grafici sia 2D che 3D.
Una caratteristica molto comoda di FreeMat è la capacità di importare e usare nativamente funzioni da librerie dinamiche esterne:
```
>
 
import
(
'F:\\WINDOWS\\system32\\msvcrt.dll'
,
'printf'
,
'printf'
,
'int'
,
'string t,int a'
)

>
 
printf
(
'%d\n'
,
3
)

3

```